# RS-27A
RS-27A — це рідкопаливний ракетний двигун, розроблений у 1980-х роках компанією Rocketdyne для використання на першому ступені ракет-носіїв Delta II і Delta III. Він забезпечує 1,05 меганьютон тяги при спалюванні РП-1 і LOX в газогенераторному циклі. Двигун є модифікованою версією свого попередника, RS-27, його напорне сопло було розширено, щоб збільшити його співвідношення площ з 8:1 до 12:1, що забезпечує більшу ефективність на висоті.
Основний двигун RS-27A не можна ні перезапускати, ні дроселювати. На додаток до основного двигуна, він включає в себе два ноніусних двигуна для забезпечення контролю крену автомобіля під час польоту. При використанні в якості основної силової установки для сімейства ракет-носіїв Delta II тривалість роботи становить 265 секунд. Останній двигун RS-27A використовувався для запуску ICESat-2 15 вересня 2018 року.